# میکروبلیدینگ

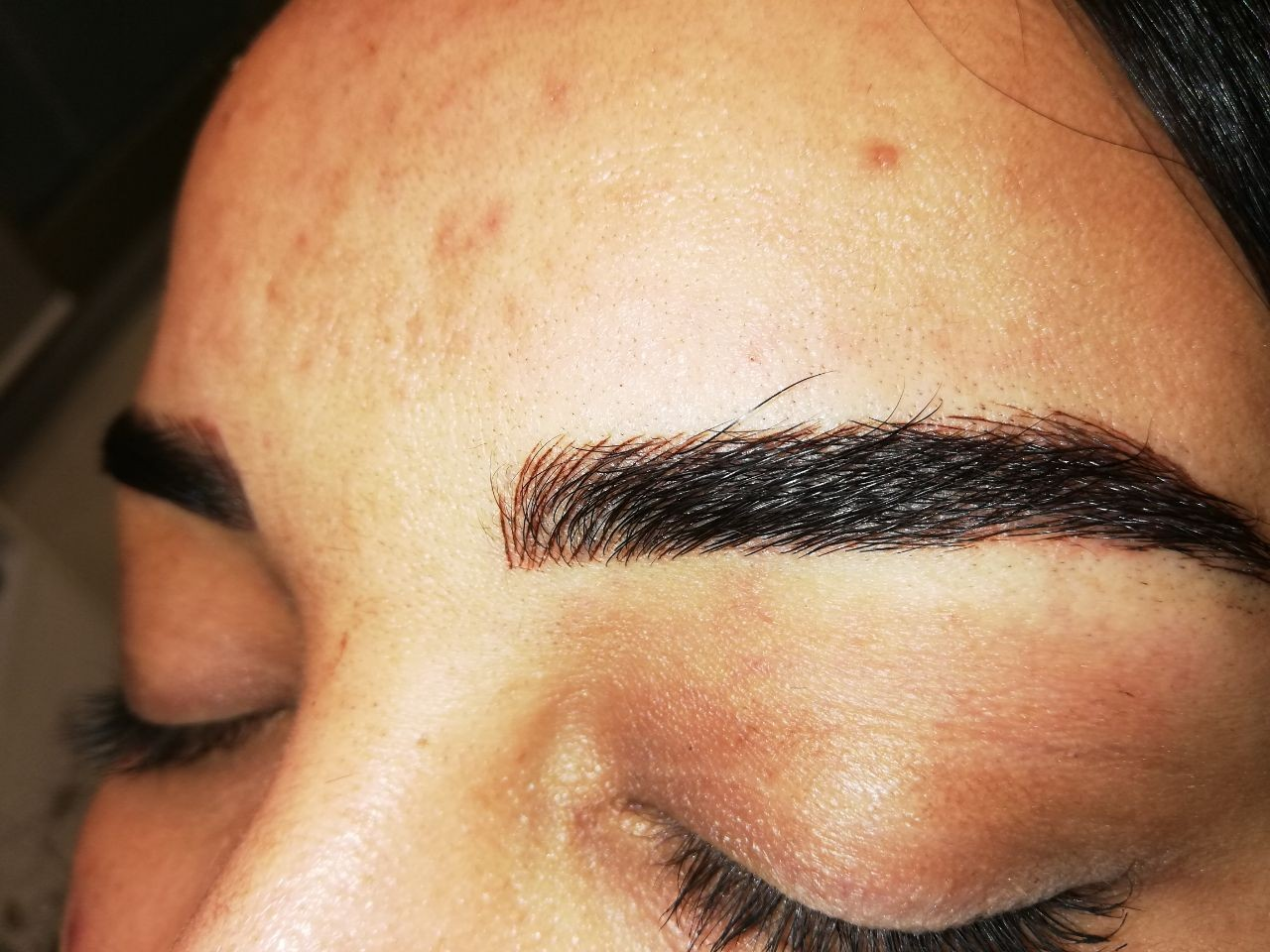
نمونه انجام شده میکروبلیدینگ

میکروبلیدینگ (به انگلیسی: Microblading) یک تکنیک تتو و آرایش نیمه‌دائم است که بیشتر برای بهبود فرم ابروها یا پر کردن آنان با بهره‌گیری از وارد کردن رنگدانه‌ها در لایه زیرین پوست انجام می‌پذیرد. این روش، اگرچه گاه ابروی سه‌بعدی نیز خوانده شده‌است.
کارهای بهداشتی و ایمنی برای میکروبلیدینگ همچون مواردی است که برای دیگر تکنیک‌های خالکوبی انجام می‌شود. بهره‌گیری نادرست از رنگدانه، رفتگی رنگدانه، دگرگونی رنگ و گاهی نیز، هیپرپیگمانتاسیون ناخواسته از موردهای پیش آمده هنگام این کار است.

## نگارخانه

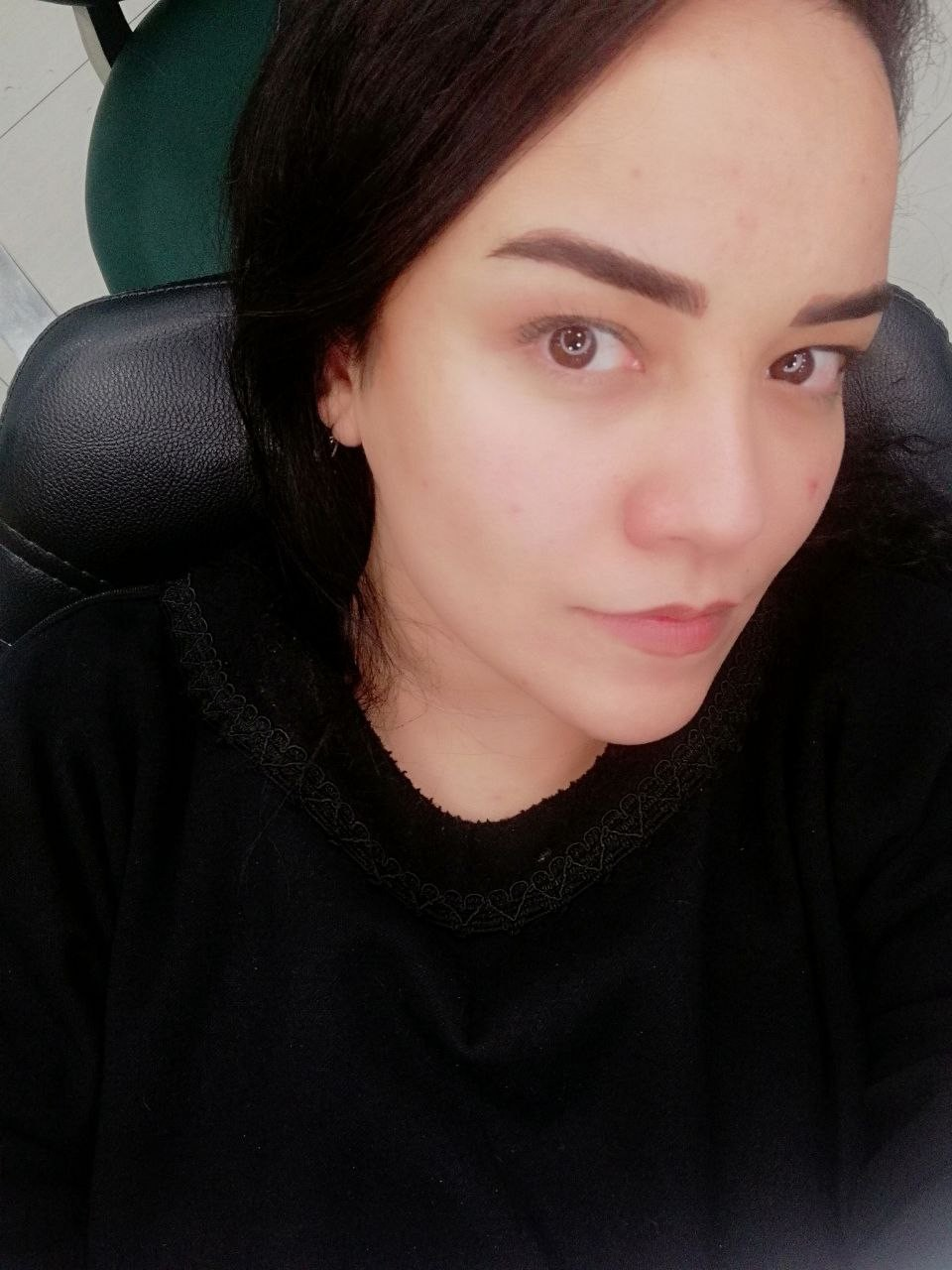
نمونه میکروبلیدینگ میکروبلیدینگ
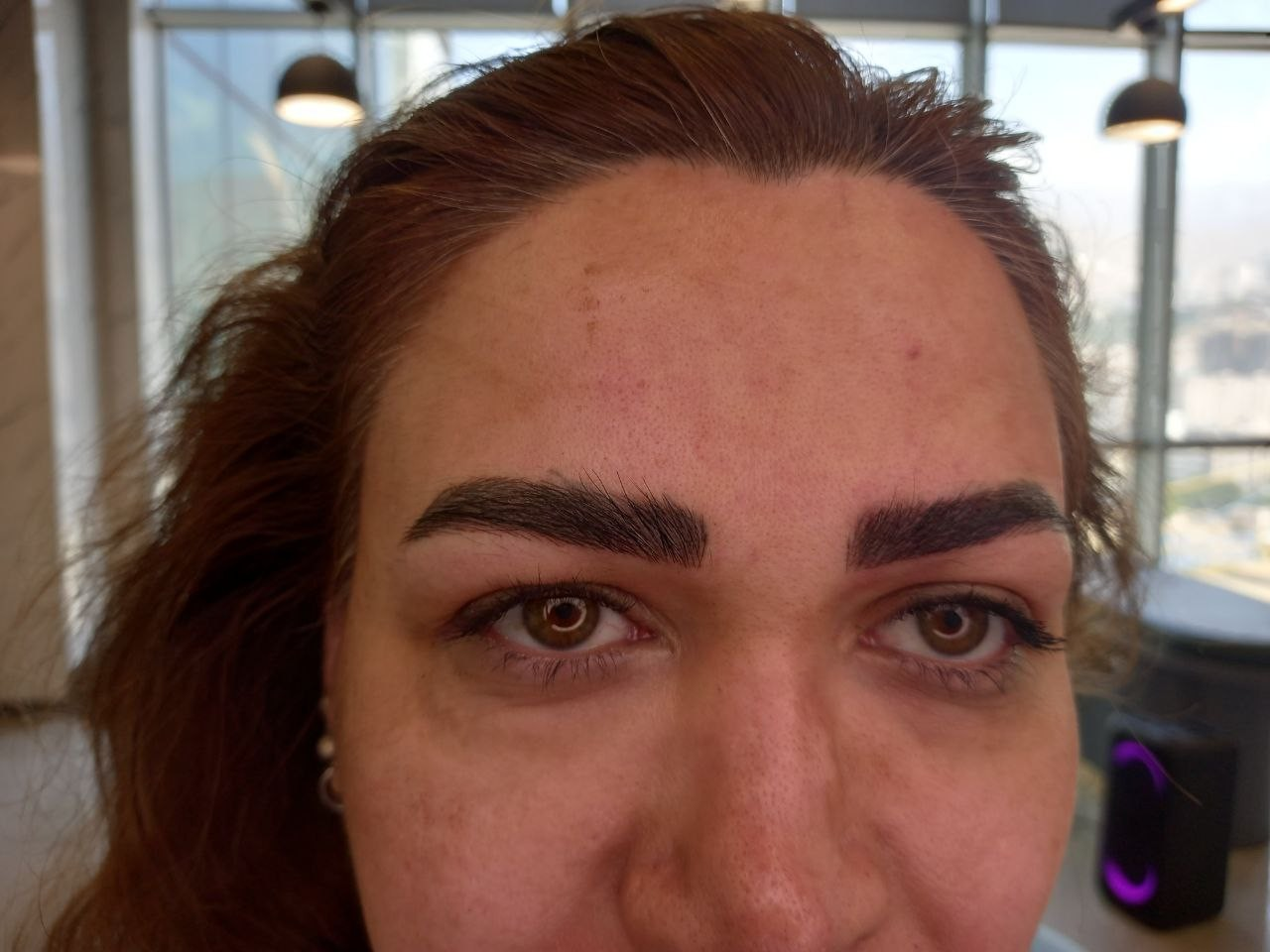
نمایی از میکروبلیدینگ